# Billy McCullough
William James McCullough, noto con il nome Billy (Carrickfergus, 27 luglio 1935), è un allenatore di calcio ed ex calciatore nordirlandese, di ruolo difensore.

## Carriera

### Club
McCullough iniziò la carriera agonistica nel Portadown, con cui gioca due campionati nella massima serie nordirlandese.
Nel 1958, dopo un incontro tra le rappresentative delle leghe nordirlandese e scozzese, venne presentato dall'allenatore Gibby Mackenzie ai tecnici dell'Arsenal George Swindin e Ron Greenwood che lo vollero portare a Londra, venendo acquistato per £5.000.
Esordì in prima squadra il 27 dicembre 1958 nella vittoria per 1-0 contro il Luton Town. Nella First Division 1958-1959, stagione d'esordio di McCullough nella massima serie inglese, ottenne il terzo posto in campionato. Con l'Arsenal milita sino al 1966, giocando sempre nella massima serie inglese, e totalizzando tra tutte le competizioni ufficiali 268 presenze e cinque reti.
A causa anche dell'arrivo di Bertie Mee alla guida dei Gunners, nel 1966 McCullough si trasferisce ai cadetti del Millwall, con cui ottiene l'ottavo posto nella Second Division 1966-1967. Dopo aver giocato con il Milwall passa ai dilettanti del Bedford Town.
Terminata l'esperienza in Inghilterra, si trasferisce in Irlanda per divenire l'allenatore-giocatore del Cork Celtic, con cui raggiunge la finale della FAI Cup 1968-1969, persa contro lo Shamrock Rovers.
Terminata l'esperienza con il Celtic viene chiamato alla guida del Derry City, ma rinunciò all'incarico a seguito delle pressioni della moglie preoccupata per la situazione politica derivante dai troubles che sconvolgevano l'intera isola in quel periodo.

### Nazionale
McCullough giocò dieci incontri con la nazionale di calcio dell'Irlanda del Nord tra il 1961 ed il 1966, vincendo con la sua nazionale anche l'edizione del 1964 del Torneo Interbritannico, a pari merito con Inghilterra e Scozia.

### Cronologia presenze e reti in Nazionale
| Cronologia completa delle presenze e delle reti in nazionale ― Irlanda del Nord | Cronologia completa delle presenze e delle reti in nazionale ― Irlanda del Nord | Cronologia completa delle presenze e delle reti in nazionale ― Irlanda del Nord | Cronologia completa delle presenze e delle reti in nazionale ― Irlanda del Nord | Cronologia completa delle presenze e delle reti in nazionale ― Irlanda del Nord | Cronologia completa delle presenze e delle reti in nazionale ― Irlanda del Nord | Cronologia completa delle presenze e delle reti in nazionale ― Irlanda del Nord | Cronologia completa delle presenze e delle reti in nazionale ― Irlanda del Nord |
| Data                                                                            | Città                                                                           | In casa                                                                         | Risultato                                                                       | Ospiti                                                                          | Competizione                                                                    | Reti                                                                            | Note                                                                            |
| ------------------------------------------------------------------------------- | ------------------------------------------------------------------------------- | ------------------------------------------------------------------------------- | ------------------------------------------------------------------------------- | ------------------------------------------------------------------------------- | ------------------------------------------------------------------------------- | ------------------------------------------------------------------------------- | ------------------------------------------------------------------------------- |
| 25-4-1961                                                                       | Bologna                                                                         | Italia                                                                          | 3 – 2                                                                           | Irlanda del Nord                                                                | Amichevole                                                                      | -                                                                               |                                                                                 |
| 30-5-1963                                                                       | Bilbao                                                                          | Spagna                                                                          | 1 – 1                                                                           | Irlanda del Nord                                                                | Qual. Euro 1964                                                                 | -                                                                               |                                                                                 |
| 12-10-1963                                                                      | Belfast                                                                         | Irlanda del Nord                                                                | 2 – 1                                                                           | Scozia                                                                          | Torneo Interbritannico 1964                                                     | -                                                                               |                                                                                 |
| 30-10-1963                                                                      | Belfast                                                                         | Irlanda del Nord                                                                | 0 – 1                                                                           | Spagna                                                                          | Qual. Euro 1964                                                                 | -                                                                               |                                                                                 |
| 20-11-1963                                                                      | Londra                                                                          | Inghilterra                                                                     | 8 – 3                                                                           | Irlanda del Nord                                                                | Torneo Interbritannico 1964                                                     | -                                                                               |                                                                                 |
| 15-4-1964                                                                       | Swansea                                                                         | Galles                                                                          | 2 – 3                                                                           | Irlanda del Nord                                                                | Torneo Interbritannico 1964                                                     | -                                                                               |                                                                                 |
| 29-4-1964                                                                       | Belfast                                                                         | Irlanda del Nord                                                                | 3 – 0                                                                           | Uruguay                                                                         | Amichevole                                                                      | -                                                                               |                                                                                 |
| 3-10-1964                                                                       | Belfast                                                                         | Irlanda del Nord                                                                | 3 – 4                                                                           | Inghilterra                                                                     | Torneo Interbritannico 1965                                                     | -                                                                               |                                                                                 |
| 14-10-1964                                                                      | Belfast                                                                         | Irlanda del Nord                                                                | 1 – 0                                                                           | Svizzera                                                                        | Qual. Mondiali 1966                                                             | -                                                                               |                                                                                 |
| 22-10-1966                                                                      | Belfast                                                                         | Irlanda del Nord                                                                | 0 – 2                                                                           | Inghilterra                                                                     | Torneo Interbritannico 1967                                                     | -                                                                               |                                                                                 |
| Totale                                                                          |                                                                                 | Presenze                                                                        | 10                                                                              |                                                                                 | Reti                                                                            | 0                                                                               |                                                                                 |